# Julie and Carol at Carnegie Hall
Julie and Carol at Carnegie Hall és una comèdia musical estatunindenca especial per a televisió protagonitzada per Julie Andrews i Carol Burnett, emesa per la CBS l'11 de juny de 1962.

## Desenvolupament
L'especial fou produït per Bob Banner i dirigit per Joe Hamilton. Banner va tenir la idea a la tardor de 1961. Burnett era llavors regular a The Garry Moore Show i Andrews hi havia aparegut com a convidada dues vegades, interpretant la cançó "Big D" del musical The Most Happy Fella en la seva primera aparició; i en l'especial de Nadal del xou de 1961, va fer un número amb Burnett i el seu convidat Gwen Verdon a més d'una actuació de "My Favorite Things" (tres anys abans que la representés com Maria mentre filmava Somriures i llàgrimes).
Burnett conta una anècdota sobre el desenvolupament de l'especial. Els executius de programació de CBS Michael Dann i Oscar Katz es mostraven reticents a aprovar-lo. Creien que Andrews no tenia suficient reconeixement i que Burnett apareixia setmanalment al show de Moore el públic no la recordaria. Després d'un esdeveniment promocional de la CBS, Burnett no va poder gafarr un taxi. Dann i Katz es van oferir a esperar fins que es presentés, però Burnett va dir que no es molestessin, que un conductor de camió va aparèixer aviat i li va oferir portar-la. Burnett va rebre una trucada de telèfon de Katz immediatament en arribar a casa. Havia aprovat l'especial prenent com un senyal l'incident del camioner.
Mike Nichols va escriure el guió i co-va escriure la cançó "You're So London" amb Ken Welch. El guió va començar al febrer de 1962 i les estrelles van assajar dues setmanes abans de la gravació del 5 de març. Irwin Kostal va ser el director musical. George Fenneman va fer de presentador. Burnett va introduir la cançó "Meantime", escrita per Robert Allen i Al Stillman.

## Programa
1. "No Mozart Tonight" – Carol Burnett[5]
2. "You're So London" – Carol Burnett i Julie Andrews
3. "Oh Dear! What Can the Matter Be?" – Julie Andrews
4. "From Russia: The Nausiev Ballet" – Carol Burnett i Julie Andrews, amb conjunt: "There's No Business Like Show Business"; "The Girl That I Marry"; "Doin' What Comes Natur'lly"[5]
5. "Meantime" – Carol Burnett
6. "From Switzerland: The Pratt Family" – Carol Burnett i Julie Andrews, amb conjunt: "Pratt Family Tree"; "The Things We Like Best"; "Ding Dong Yum Yum Yum"[5]
7. "History of Musical Comedy" – Carol Burnett i Julie Andrews (medley variat cantant duets, alterna, o en contrapunt musical): "Every Little Movement"; "Ah! Sweet Mystery of Life"; "Tramp, Tramp, Tramp"; "Look for the Silver Lining"; "Limehouse Blues"; "Funny Face"; "Fidgety Feet"; "'S Wonderful"; "Hallelujah!"; "Why Was I Born?"; "Don't Ever Leave Me"; "Dancing in the Dark"; "I Get a Kick Out of You"; "Night and Day"; "Where or When"; "Lucky Day"; "Yesterdays"; "Get Out of Town"; "Glad to Be Unhappy"; "I've Got You Under My Skin"; "Begin the Beguine"; "I Cain't Say No"; "Wouldn't It Be Loverly"; "A Boy Like That"; "I Have a Love"[5][6]
8. "From Texas: Big D" – Carol Burnett i Julie Andrews, amb conjunt
9. "You're So London" (reprise) – Carol Burnett i Julie Andrews

Andrews i Burnett interpreten cadascuna un intersticial satíric en el qual cadascuna ataca a l'altre amb lleus elogis; Burnett explica la decepció d'Andrews de no poder interpretar "Ol' Man River" amb la seva veu de "baix" natural, mentre que Andrews explica la tristesa de Burnett per no interpretar el discurs de Marc Antoni a Juli Cèsar.

## Crítiques
Julie and Carol at Carnegie Hall va rebre ressenyes crítiques mixtes. Billboard va descriure el material com "càlid i agradable" i va assenyalar "la mà hilarant de Mike Nichols" a tot arreu. Mentre descrivia la representació en gravar com "llisa" i "escintilant", Cynthia Lowry d'Associated Press va criticar el material, la direcció i la fotografia del programa, escrivint "després la diversió va caure al nivell de la pell de banana".
Julie and Carol at Carnegie Hall va rebre un dels Premis Emmy de 1963 com a programa destacat en l'àmbit de la música. Per la seva actuació aquí juntament amb la seva actuació en An Evening with Carol Burnett de 1963, Burnett va guanyar l'Emmy per a un espectacle excepcional en un programa o sèries musicals. El programa també va guanyar la Rose d'Or del Festival de Montreux.
Columbia Records va llençar un LP de l'especial en juny de 1962. Es va situar al número 85 de la Billboard chart.
Andrews i Burnett va repetir plegades a Julie and Carol at Lincoln Center (1971) i Julie & Carol: Together Again (1989).